# MCB Tower
MCB Tower (урду ایم سی بی ٹاور‎) — одно из самых высоких зданий в Пакистане. Высота здания — 116 м. Небоскрёб расположен в городе Карачи. Строительство здания было закончено в 2005 году. На крыше здания имеется вертолетная площадка.